# 50/50 フィフティ・フィフティ
『50/50 フィフティ・フィフティ』(原題: 50/50) は、2011年のアメリカ合衆国のコメディ・ドラマ映画。ウィル・ライザーが脚本を執筆し、ジョナサン・レヴィンが監督を務め、ジョゼフ・ゴードン＝レヴィットとセス・ローゲンが主演した。

## ストーリー
ラジオ局に務める27歳アダム (ジョゼフ・ゴードン＝レヴィット) は、ある日腰の痛みを感じ病院で検査したところ、5年生存率50％の脊髄癌（悪性神経鞘腫）であることを宣告される。初めは驚きを隠せなかったものの、すぐに落ち着きを取り戻し、ガールフレンドのレイチェル (ブライス・ダラス・ハワード)、親友のカイル (セス・ローゲン)、そして両親、同僚たちに打ち明ける。感情をあまり表に出さないタイプのアダムは、過剰に優しく接し慰めてくる人たちを冷めた目で見ていた。臨床心理療法士キャサリン(アナ・ケンドリック)もそのうちの一人で、彼女なりのセラピーを受けるものの心に変化は現れなかった。しかし、闘病生活を続けるうちに周囲の対応は様々な形で変化していき、本当に愛を持って接してくれる人、そしてそうでない人との違いが顕著に現れるようになる。さらには病状も悪化していき、アダムの精神状態は不安定な状態に。そんな中、常に親身になってアドバイスをくれるキャサリンに、次第に心を開くようになってくる。

## キャスト
※括弧内は日本語吹替
- アダム - ジョゼフ・ゴードン＝レヴィット（浪川大輔）
- カイル - セス・ローゲン（鶴岡聡）
- キャサリン - アナ・ケンドリック（小林沙苗）
- レイチェル - ブライス・ダラス・ハワード（木下紗華）
- ダイアン - アンジェリカ・ヒューストン（弥永和子）
- リチャード - サージ・ホード
- ロス医師 - アンドリュー・エアリー
- ミッチ - マット・フリューワー
- アラン - フィリップ・ベイカー・ホール（富田耕生）

## 製作
本作の脚本は自身もがんを克服した経験を持つウィル・ライザーによって書かれた。映画は過去に『I'm with Cancer』『Live with It』と呼ばれていた。
主役には当初ジェームズ・マカヴォイが充てられていたが、撮影直前に「彼の手に及ばない無関係な事情」のために降板し、ジョゼフ・ゴードン＝レヴィットに代わった。撮影は2010年3月、バンクーバーで行われた。

## 評価
映画は批評家から総じて高い評価を得た。映画のレビューを集積するウェブサイトRotten Tomatoesは、142個のレビューを基に90%の支持率と7.8/10の評価の平均を示し、批評家の総意を「難しい題材を扱った優しい映画『50/50 フィフティ・フィフティ』は、ジョークとドラマの間を驚くほど巧みに動いている」と紹介している。Metacriticは42個のレビューを基に72/100という「広く好意的な評価」の加重平均値を示している。